# Alfred Blinzig
Alfred Blinzig (* 16. Januar 1869 in Stuttgart; † 4. Oktober 1945 in Bayreuth) war ein deutscher Bankdirektor. Er war von 1920 bis 1934 Mitglied im Vorstand der Deutsche Bank AG und von 1932 bis 1939 Aufsichtsratsvorsitzender der Philipp Holzmann AG.

## Leben
Nach Lehre und fünfjähriger Tätigkeit bei der Württembergischen Vereinsbank und Auslandsaufenthalten ab 1892 kam er 1899 zur Zentrale der Deutschen Bank in Berlin. Dort führte er im Dezernat von Arthur von Gwinner internationale Finanzgeschäfte durch. 1902 erhielt er Prokura. Im Jahre 1916 fand er für die neugegründete „Mitteleuropäische Schlafwagen- und Speisewagen Aktiengesellschaft“ den einprägsamen Kurznamen Mitropa.
Blinzig wurde 1903 zum ersten Mal in die USA geschickt. Sein Name ist stark mit dem Beginn des Engagements der Deutschen Bank in den USA verbunden. Im Ersten Weltkrieg berichtete er in Briefen an den dortigen Niederlassungsleiter auch Persönliches wie vom Tod seines Vaters 1915 und den Krankheiten seiner Kinder. 1927 in New York gelang es ihm, einflussreiche Kreise von der Berechtigung der deutschen Argumente für die Wiedererstattung des in den USA beschlagnahmten deutschen Eigentums zu überzeugen, was zum Settlement of War Claims Act der USA vom 10. März 1928 (sog. „Freigabebill“) führte und die spätere Revision des Dawes-Plans vorbereitete.
Als Aufsichtsratsvorsitzender der Philipp Holzmann AG war er nach der Machtergreifung der Nationalsozialisten auch für die Entfernung aller jüdischen Mitarbeiter aus dem Vorstand des Bauunternehmens verantwortlich, was er Mitte 1933 noch zu verhindern oder zumindest zu verzögern versuchte, aber spätestens 1934 als „unumgänglich“ umsetzte.

## Villa Blinzig

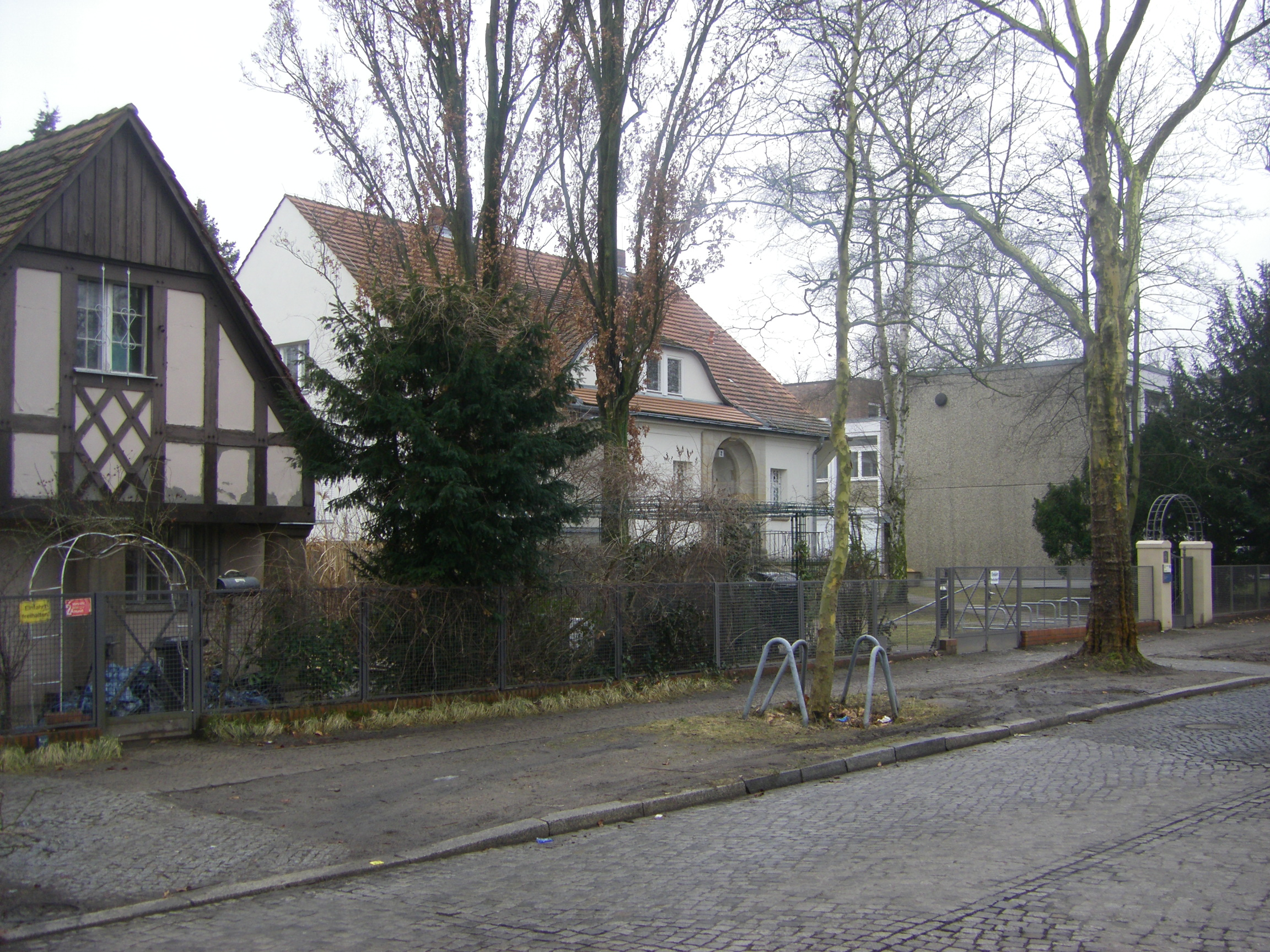
Villa Blinzig, heute Mathematisches Institut

Seine Villa von 1910 in der Arnimallee 2 war eine der ersten im neu entstehenden Berliner Villenvorort Dahlem. Sie verfügte auch über ein abgesondertes Wohngebäude für die Dienstboten sowie einen großen Garten, der auf den zu diesem Zweck unbebaut gebliebenen Grundstücken Arnimallee 4 und 6 angelegt wurde.
Die Villa steht heute noch und wird vom Mathematischen Institut der Freien Universität genutzt. Auf den Grundstücken des ehemaligen Gartens wurde 1974 der Neubau für den damaligen Fachbereich Mathematik (heute Mathematisches Institut) errichtet.